# Ambillou-Château
Ambillou-Château è un comune francese soppresso e frazione del dipartimento del Maine e Loira nella regione dei Paesi della Loira. Dal 1º gennaio 2016 si è fuso con i comuni di Louerre e Noyant-la-Plaine per formare il nuovo comune di Tuffalun.

## Società

### Evoluzione demografica
Abitanti censiti